# Dr. Vranjes Firenze
Dr. Vranjes Firenze S.p.A. è un’azienda fiorentina di profumi per l’ambiente e prodotti per la persona, fondata nel 1983 dal Dott. Paolo Vranjes.
Conosciuta nel mondo grazie all'invenzione della fragranza ambiente Rosso Nobile., creata nel 2001 dal profumiere Paolo Vranjes.

## Storia
Nel 1983, in Via San Gallo a Firenze, il Dott. Paolo Vranjes e sua moglie Anna Maria inaugurano il laboratorio dell’Antica officina del farmacista.
Inizialmente creano e producono prodotti per la persona distribuiti presso farmacie e centri termali. Dal 1986 avviano la produzione di complementi d’arredo profumati, basandosi sui principi dell’aromaterapia e dell’aromacologia.
Dal 1999, ispirandosi a progetti che brand dell’arredamento stavano realizzando insieme a famosi designer, Paolo Vranjes decide di concentrarsi sull’arredo olfattivo e di caratterizzare la forma delle sue creazioni dando loro forma ottagonale.. Quest’ultima è liberamente ispirata a una delle icone di Firenze: la cupola del Brunelleschi.
Nel 2001 il Dr. Paolo Vranjes inventa la fragranza per ambiente Rosso Nobile, riproducendo in un profumo i sentori dei vini rossi toscani, che ha un ottimo successo di vendita.
Dal 2000 al 2016 l’azienda fiorentina avvia la sua distribuzione in oltre 60 paesi nel mondo, i fatturati crescono e nel 2017 il fondo di investimento BlueGem Capital Partners. si propone per affiancare la famiglia Vranjes. in questa crescita.
Questo consente al Dott. Paolo Vranjes di accelerare la crescita e l’espansione del marchio nel mondo e di sviluppare l’azienda, puntando principalmente su management e ricerca e sviluppo.
Il rafforzamento del modello di business permette all’azienda una penetrazione del mercato di alta gamma con un fatturato che ha superato i 18 Mln. nel 2019..
Attualmente l’azienda ha sede ad Antella, nella città metropolitana di Firenze e possiede rivenditori in Europa, negli Stati Uniti., in Cina., in Giappone, negli Emirati Arabi Uniti. e in tutti i principali Paesi del mondo.